# Directive sur les pratiques commerciales déloyales de 2005
 (mars 2023).
La directive 2005/29/CE sur les pratiques commerciales déloyales réglemente les pratiques commerciales déloyales dans le cadre du droit européen de la consommation. Elle a nécessité pour son déploiement la transposition de lois correspondantes afin d'être intégrée dans le système juridique de chacun des États membres, puisqu'une directive européenne n'a pas d'effet direct en droit interne.
La directive concerne essentiellement le droit commercial (c'est-à-dire les normes de comportement exigées des commerçants). Dans une certaine mesure, elle laisse aux États membres le choix des modalités d'application nationales et des sanctions en cas de non-conformité (articles 11 à 13 de la directive).
Le texte se trouve sur EurLex, à l'adresse suivante: https://eur-lex.europa.eu/legal-content/FR/TXT/?uri=celex%3A32005L0029

## Considérants
L'introduction du texte énonce l'objectif de la directive de réduire les obstacles au libre-échange dans l'Union européenne tout en garantissant simultanément un niveau élevé de protection des consommateurs. En effet, les lois sur la protection des consommateurs sont différentes d'un État membre à l'autre (voir l'article 1 de la directive et ses considérants). La directive est censée réduire ces différences tout en établissant un niveau minimum de protection des consommateurs dans les États membres. Cela devrait profiter à la fois aux entreprises et aux consommateurs, les entreprises bénéficiant d'un système juridique plus standardisé dans lequel opérer et les consommateurs bénéficiant d'un niveau de protection  standardisé, quel que soit l'endroit où ils choisissent d'effectuer leurs achats.

## Mise en œuvre
La directive exigeait que les États membres adoptent des lois au plus tard le 12 juin 2007 l'incorporant dans leur propre droit interne avant le 12 décembre 2007. Toutefois, jusqu'au 12 juin 2013 au moins, les États membres continueront à pouvoir appliquer des règles nationales plus protectrices s'écartant des directives européennes dans la mesure où cela est nécessaire et proportionné (article 3, paragraphe 5), ce qui signifie qu'une harmonisation maximale ne peut être complète avant cette date. Une révision majeure du fonctionnement de la directive aura lieu d'ici le 12 juin 2011 (article 18).